# Stora Drammen
Stora Drammen es el nombre que recibe una isleta al noroeste de las Islas Koster (Kosteröarna), que pertenece al país europeo de Suecia. Stora Drammen es el punto más occidental del territorio sueco, localizada muy cerca del vecino país de Noruega. Stora Drammen está incluida dentro del Parque Nacional Marino Koster (Kosterhavets nationalpark).